# جوزيف جي. كانون
جوزيف جي. كانون هو محرر وسياسي أمريكي، ولد في 22 مايو 1877، وتوفي في 5 نوفمبر 1945 بسبب سرطان البنكرياس. انتخب عضو مجلس نواب ولاية يوتا ‏.